# عبد الله بن خالد بن حمد آل ثاني
عبد الله بن خالد آل ثاني (مواليد الريان 1956)، سياسي قطري وأحد أفراد العائلة الحاكمة القطرية. شغل منصب وزير الشؤون الإسلامية من عام 1992 إلى عام 1995 ووزير الداخلية من عام 1995 إلى عام 2013. عمل سابقا كضابط في القوات المسلحة القطرية وقائد لسلاح الدروع.